# Pont de Waldschlösschen
Le pont de Waldschlösschen (allemand : Waldschlösschenbrücke) est un pont sur l'Elbe à Dresde. Il est inauguré le 24 août 2013.
Le pont est construit afin de remédier à la congestion de la circulation au centre-ville.
Sa construction est très controversée, puisqu'il est au cœur de la vallée de l'Elbe à Dresde, site inscrit au patrimoine mondial de l'UNESCO en 2004. L'UNESCO a exprimé de vives préoccupations sur la construction, classa le site « en danger » en 2006 puis retira finalement le site en 2009.
Le pont a été conçu par ESKR : Eisenloffel and Sattler (ingénierie) et Kolb and Ripke (architectes), qui ont gagné l'appel d'offres de 1997.

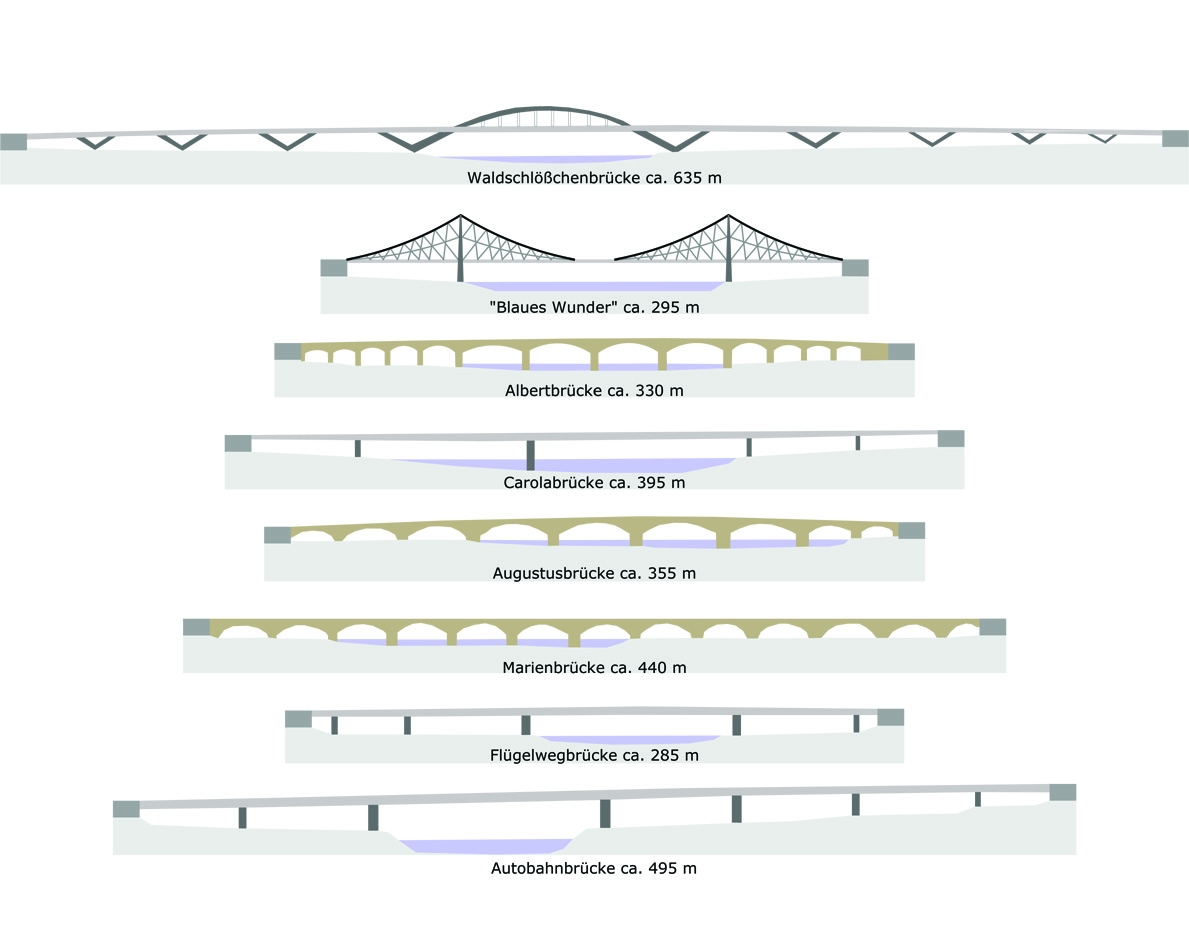
Le pont de Waldschlösschen comparé à d'autres ponts allemands.